# Romanivske, Polohî
Romanivske (în ucraineană Романівське) este un sat în comuna Tarasivka din raionul Polohî, regiunea Zaporijjea, Ucraina.

## Demografie
Componența lingvistică a localității Romanivske
     Ucraineană (98,98%)
     Rusă (1,02%)
Conform recensământului din 2001, majoritatea populației localității Romanivske era vorbitoare de ucraineană (98,98%), existând în minoritate și vorbitori de rusă (1,02%).